# El Mocambo 1977
El Mocambo 1977 (noto anche come Live at the El Mocambo), pubblicato il 13 maggio 2022, è un album live dei Rolling Stones registrato il 4 e 5 marzo 1977 nel locale notturno El Mocambo di Toronto, Canada.

## Descrizione
Il club El Mocambo aveva una capienza di 300 persone, e i concerti furono tenuti "segreti", con i vincitori di un concorso invitati ad assistere all'esibizione del gruppo rock canadese April Wine; la band di supporto era un gruppo sconosciuto chiamato "The Cockroaches", che si rivelarono poi essere gli Stones. Il concerto promuoveva l'album in studio più recente della band, Black and Blue (1976); la maggior parte delle tracce poi incluse nel disco furono prese dalla seconda notte (5 marzo), con solamente tre tracce prese dalla prima serata. Quattro canzoni registrate a El Mocambo furono inserite nell'album dal vivo Love You Live nel 1977.
È stato il primo album dei Rolling Stones pubblicato dopo la morte del batterista Charlie Watts avvenuta nell'agosto 2021.

## Tracce
Testi e musiche di Jagger/Richards tranne dove indicato.
1. Honky Tonk Women – 3:36
2. All Down the Line – 4:12
3. Hand of Fate – 4:27
4. Route 66 – 3:13 (Bobby Troup)
5. Fool to Cry – 4:57
6. Crazy Mama – 4:59
7. Mannish Boy – 6:02 (McKinley Morganfield, Mel London, Bo Diddley)
8. Crackin' Up – 4:14 (Bo Diddley)
9. Dance Little Sister – 4:52
10. Around and Around – 3:53 (Chuck Berry)
11. Tumbling Dice – 4:56
12. Hot Stuff – 5:28
13. Star Star – 4:24
14. Let's Spend the Night Together – 3:48
15. Worried Life Blues – 5:26 (Maceo Merriweather)
16. Little Red Rooster – 4:50 (Willie Dixon)
17. It's Only Rock 'n Roll (But I Like It) – 4:55
18. Rip This Joint – 2:11
19. Brown Sugar – 3:24
20. Jumpin' Jack Flash – 5:26
21. Melody – 4:42
22. Luxury – 5:11
23. Worried About You – 8:11

## Formazione
- Mick Jagger - voce solista;
- Keith Richards - chitarra, cori;
- Ronnie Wood - chitarra, chitarra slide, cori in Star Star
- Bill Wyman - basso;
- Charlie Watts - batteria;

## Accoglienza
| Recensione          | Giudizio |
| ------------------- | -------- |
| All About Jazz      | [ 3 ]    |
| American Songwriter | [ 2 ]    |
| Rolling Stone       | [ 4 ]    |

Doug Collette di All About Jazz ha riassunto l'album come "registrazioni per cui è valsa la pena aspettare tutti questi quarantacinque anni da quando sono state realizzate" e ha ritenuto che è "abbastanza concepibile che, in tempi abbastanza brevi, questo titolo diventerà la scelta preferita sia per gli appassionati che per i dilettanti curiosi della band". Hal Horowitz di American Songwriter definì le 23 tracce un "set solido e vario" che è "giustamente entrato nella storia dei Rolling Stones e, per estensione, del rock and roll in generale, come due dei momenti più desiderabili che i fan fantasticano di vivere in presenza di un evento irripetibile". David Browne della rivista Rolling Stone scrisse che la band "suona con una ferocia che dimostra che erano più che delle rock star annoiate e sconnesse" e l'album "fa emergere una band che viveva il momento, cercando di non fare schifo negli anni Settanta".